# Ноцебо

Эффекты плацебо (слева) и ноцебо (справа)

Ноце́бо (от лат. nocebo «я наврежу») — средство, не обладающее реальным фармакологическим действием, но вызывающее отрицательную реакцию у пациента. Этот термин появился как антитеза плацебо. Как и эффект плацебо, эффект ноцебо имеет психофизиологическую природу.

## Описание
В первоначальном значении слово nocebo имело достаточно узкое применение в фармакологии, нозологии и этиологии .
Эффект ноцебо был выявлен в экспериментах с плацебо. Добровольцы, которые считали, что получают «лекарство», жаловались на мнимые нежелательные реакции, вызванные самовнушением. Причём оказалось, что испытуемые, которые получали, как они считали, более дорогой препарат, в отзывах жаловались на более сильные «нежелательные реакции», тогда как получавшие «дешёвый» препарат могли вообще не сообщать о них .
Эффект ноцебо оказывает серьёзное влияние на те эксперименты, в которых пациент знает, какой препарат он получает. В случае когда пациент знает о возможных нежелательных реакциях на лекарство, он склонен преувеличивать нежелательные реакции или воображать их возникновение, что приводит к завышенному количеству свидетельств о негативном влиянии препарата. Такая ситуация возникла, например, со статинами .
Сообщения СМИ о мнимых нежелательных реакциях препарата могут оказывать эффект ноцебо на самочувствие людей из аудитории этих СМИ.

## Реакция ноцебо
В узком смысле реакция ноцебо возникает, когда симптомы испытуемого во время клинического испытания ухудшаются вследствие введения инертного, фиктивного или пустого (имитационного) лечения, называемого плацебо. Согласно современным фармакологическим знаниям и пониманию причинно-следственных связей, плацебо не содержит химического или любого другого агента, который мог бы вызвать ухудшение наблюдаемого состояния у испытуемого. Таким образом, любое ухудшение должно быть обусловлено каким-то субъективным фактором. Негативные ожидания также могут вызвать исчезновение анальгетического эффекта анестезирующих препаратов.
Ухудшение симптомов у испытуемого или уменьшение благоприятных эффектов является прямым следствием воздействия плацебо, но эти симптомы не были вызваны плацебо на химическом уровне воздействия. Поскольку симптомы порождаются восприятием субъекта, в строгом смысле корректнее говорить о реакциях ноцебо, сосредоточенных на испытуемом, а не об эффекте ноцебо. Хотя некоторые наблюдатели приписывают реакции ноцебо (или реакции на плацебо) доверчивости, присущей характеру испытуемого, нет доказательств того, что человек, демонстрирующий реакцию ноцебо/плацебо на одно лечение, так же отреагирует на любое другое лечение, иными словами, фиксированного признака или склонности к реагированию на ноцебо/плацебо не существует. Т. Макглашан, Ф. Дж. Эванс и М. Орн в исследовании «Природа гипнотической аналгезии и реакция плацебо на боль в испытаниях» (1969) не нашли доказательств существования того, что они называли «плацебо-личностью». В тщательно разработанном исследовании «Исследование реакции плацебо» (1954) Л. Ласаньи, Ф. Мостеллера, Дж. фон Фельсингера и Г. Бичера было установлено, что путём тестирования или интервью определить, какой испытуемый проявит реакцию на плацебо, а какой нет, невозможно. Эксперименты показали, что нет связи между измеренной восприимчивостью индивида к внушению и его проявлением реакций ноцебо или плацебо.
Основываясь на биосемиотической модели (2022), Ф. Голи объясняет, как ожидания вреда и/или пользы приводят к многомодальному образу и формируют преходящие аллостатические или гомеостатические интероцептивные ощущения, демонстрируя, как повторяющийся опыт потенциального организма индуцируе эпигенетические изменения и формирует новые аттракторы, такие как ноцебо и плацебо, в реальном организм.

## Последствия реакции
Побочные эффекты лекарств
Появлению ноцебо-эффекта может способствовать предупреждение пациентов о побочных эффектах лекарств, независимо от того, получают они настоящий препарат или плацебо. Этот эффект наблюдался в клинических исследованиях: согласно обзору 2013 года, уровень отсева среди пациентов, получавших плацебо в метаанализе 41 клинического исследования лечения болезни Паркинсона, составил 8,8 %. В обзоре 2013 года было установлено, что почти 1 из 20 пациентов, получавших плацебо в клинических исследованиях по депрессии, прекращали участие из-за нежелательных явлений, которые, по мнению исследователей, были вызваны реакцией ноцебо.
В январе 2022 года авторы статьи «Частота нежелательных явлений в группах плацебо в испытаниях вакцины против COVID-19» пришли к выводу, что реакции ноцебо составляли 72 % нежелательных эффектов после первой дозы вакцины от COVID-19 и 52 % после второй дозы.
Многие исследования показывают, что реакции ноцебо формируются из-за ненадлежащей просветительской работы в сфере здравоохранения, а также деятельности средств массовой информации и других источников, вызывающих беспокойство относительно здоровья и негативные ожидания.
Электромагнитная сверхчувствительность
Исследования показывают, что симптомы электромагнитной сверхчувствительности вызваны эффектом ноцебо.
Боль
В результате эффекта ноцебо словесное внушение может вызвать гипералгезию — повышенную чувствительность к боли; и аллодинию — восприятие тактильного стимула как болезненного. Предполагается, что ноцебо-гипералгезия связана с активацией рецепторов холецистокинина.

## Неопределённость медицинского использования термина
Дж. Стьюарт-Уильямс и С. Подд аргументированно показывают, что использование термина «плацебо» для обозначения инертных агентов, которые вызывают приятные, улучшающие здоровье или желательные реакции, и термина «ноцебо» для инертных агентов, вызывающих неприятные, ухудшающие здоровье или нежелательные реакции, является чрезвычайно контрпродуктивным. Например, одни и те же инертные агенты могут вызывать анальгезию и гипералгезию, при этом первый из них в таком случае будет называться «плацебо», а второй — «ноцебо».
Существуют примеры, когда один и тот же эффект, такой как иммунодепрессия, может быть желательным для субъектов с аутоиммунным расстройством, но нежелательным для большинства других субъектов. Таким образом, в первом случае подобный эффект будет описываться как плацебо, а втором — ноцебо. Ещё одна проблема заключается в том, что назначающий препарат не знает, считают ли соответствующие субъекты испытываемые ими эффекты желательными или нежелательными в течение некоторого времени после приёма лекарства. Следующая проблема заключается в том, что у всех субъектов возникают одни и те же явления, и они вызваны одним и тем же препаратом, который действует на всех субъектов с помощью одинакового механизма. Однако поскольку эти явления были субъективно признаны желательными для одной группы и не желательными для другой, их можно определить как несовместимые события (плацебо и ноцебо соответственно). Это создаёт ложное впечатление о том, что один и тот же препарат вызвал два разных явления.

## Неопределённость антропологического использования термина
Некоторые люди утверждают, что вера может убивать (например, «смерть вуду»: В. Кэннон в 1942 году описывает несколько случаев) и исцелять (например, исцеление верой). Самоубийство по собственному желанию (из-за проклятия, сглаза, курдаича и т. д.) является экстремальной формой культурального синдрома или психических эпидемий, приводящей к определённой форме психосоматического или психофизиологического расстройства, которое в свою очередь приводит к психогенной смерти. А. Рубель в статье 1964 года говорил о «культурно обусловленных» синдромах: то есть таких, от которых члены определённой группы, по их словам, страдают и для которых объяснение этиологии, диагностику, профилактические меры и методы лечения даёт их культура.
Некоторые антропологи, такие как Роберт Хан и Артур Клейнман, разграничивают ритуалы плацебо и ноцебо, различая ритуалы, направленные на исцеление, излечение или пользу (например, «исцеление верой»), и противоположными, направленными на причинение вреда или убийство (например, сглаз или курдаича). В связи с таким расширением термина возникли и частные случаи его использования:
- плацебо-процедуры (приятные) и ноцебо-процедуры (неприятные);
- плацебо-убеждения (благотворные) и ноцебо-убеждения (вредные);
- плацебо-ожидания воздействующего субъекта ритуала (ожидание от воздействия, способствующие оздоровлению) и ноцебо-ожидания воздействующего субъекта ритуала (ожидание от воздействия, порождающего заболевания);
- плацебо-ожидания субъекта, испытывающего воздействие ритуала (положительные) и ноцебо-ожидания субъекта, испытывающего воздействие ритуала (негативные);
- плацебо-намерения воздействующего субъекта ритуала и ноцебо-намерения воздействующего субъекта ритуала (приносящие пользу или наносящие вред соответственно).

Всё перечисленное при этом зависит от общих убеждений воздействующего субъекта в природе ноцебо- или плацебо-ритуала.
Однако терминологическое употребление может ещё более усложниться, поскольку авторы указывают на наличие случаев, когда от «плацебо-ритуалов» возникают парадоксальные ноцебо-результаты, а от «ноцебо-ритуалов» — парадоксальные плацебо-результаты (см. также непреднамеренные последствия). Дж. В. Милтон в статье 1973 года описывая обширный опыт лечения рака (включая более 1000 случаев меланомы) в Сиднейской больнице, предостерегал о влиянии озвучивания прогноза: многие из его пациентов, узнав о неблагоприятном прогнозе, поворачивались на больничной койке к стене и преждевременно умирали: «есть небольшая группа пациентов, для которых осознание приближающейся смерти является таким ужасным ударом, что они совершенно не могут к нему приспособиться, и они умирают раньше, чем злокачественное новообразование достаточно разовьётся, чтобы вызвать смерть. Эта проблема самоубийства по собственному желанию в некотором роде аналогична смерти, вызываемой колдовством у примитивных народов».

## Этический аспект
Ряд исследователей указывают, что вред, причиняемый общением с пациентами о потенциальных нежелательных лекарственных явлениях, поднимает этическую проблему. Для соблюдения прав пациента необходимо информировать его о том, какие нежелательные явления может вызвать лечение. Однако сам факт передачи информации о потенциально вредных последствиях может нанести дополнительный вред, нарушая таким образом принцип «не навреди». Возможно, эффекты ноцебо можно снизить, соблюдая права пациента с помощью различных моделей информированного добровольного согласия, включая использование фреймового эффекта и авторизованное скрытие.